# Ridgeville Corners (Ohio)
Ridgeville Corners é um lugar designado pelo censo localizado no condado de Henry no estado estadounidense de Ohio. No Censo de 2010 tinha uma população de 435 habitantes e uma densidade populacional de 183,76 pessoas por km².

## Geografia
Ridgeville Corners encontra-se localizado nas coordenadas 41° 26′ 20″ N, 84° 15′ 19″ O. Segundo o Departamento do Censo dos Estados Unidos, Ridgeville Corners tem uma superfície total de 2.37 km², da qual 2.37 km² correspondem a terra firme e (0%) 0 km² é água.

## Demografia
Segundo o censo de 2010, tinha 435 pessoas residindo em Ridgeville Corners. A densidade populacional era de 183,76 hab./km². Dos 435 habitantes, Ridgeville Corners estava composto pelo 94.94% brancos, 0% eram afroamericanos, 0% eram amerindios, 0% eram asiáticos, 0% eram insulares do Pacífico, 2.53% eram de outras raças e o 2.53% pertenciam a duas ou mais raças. Do total da população 3.68% eram hispanos ou latinos de qualquer raça.